# 段俊 (1975年)
段俊（1975年5月—），四川安岳人，汉族，中国共产党党员。中华人民共和国政治人物、第十三届全国人民代表大会江苏省代表。

## 生平
2018年，段俊被选为江苏省出席第十三届全国人民代表大会代表。